# Yves Deroff
Yves Deroff (* 29. August 1978 in Maisons-Laffitte) ist ein ehemaliger französischer Fußballspieler.

## Karriere

### Jugend (bis 1998)
Der Rechtsverteidiger Deroff begann das Fußballspielen im Kindesalter und spielte ab 1987 bei den Junioren des FC Franconville. Anschließend führte ihn sein Weg 1991 zum FC Saint-Leu-la-Forêt, von wo aus ihm 1994 der Wechsel in die Jugend des Profiklubs FC Nantes gelang. Damit gehörte er zu einer der leistungsstärksten Jugendabteilungen Frankreichs, was sich 1996 mit dem Gewinn der Coupe Gambardella zeigte. Er galt als großes Talent, wurde daher für die Juniorennationalelf berücksichtigt und nahm an der U-18-Europameisterschaft 1997 teil, bei der die Franzosen den Titel verteidigen konnten. Nachdem er schon mehrere Jahre für die zweite Mannschaft zum Zug gekommen war, rückte er 1998 in den Profikader des FC Nantes auf.

### Erste Titel mit Nantes (1998–2002)
Kurz vor seinem 20. Geburtstag wurde er am 8. August 1998 gegen Olympique Marseille in der 82. Minute eingewechselt und debütierte somit in der höchsten französischen Spielklasse. In der nachfolgenden Zeit wurde er regelmäßig aufgeboten und gehörte in der Rückrunde sogar des Öfteren der ersten Elf an. Dies war auch der Fall, als Nantes am 15. Mai 1999 gegen den CS Sedan zum Pokalfinale dieses Jahres antrat. Dank eines 1:0-Siegs gewann Deroff seine erste Trophäe im Seniorenbereich. Von der nächsten Spielzeit an kam er nur noch zu sporadischen Einsätzen. Seine Mannschaft stellte eine der stärksten Frankreichs dar und so konnte er 2001 auch den Gewinn der nationalen Meisterschaft in die Liste seiner Erfolge aufnehmen. 2002 hatte sich erwiesen, dass er beim Meister des Vorjahres keine wirkliche Perspektive mehr besaß und so wechselte Deroff zum Ligarivalen Racing Strasbourg.

### Stammkraft bei Strasbourg (2002–2007)
Bei den Elsässern konnte er sich umgehend als Stammspieler etablieren, war nun aber Teil einer Mannschaft, die ihre Bemühungen auf den Kampf gegen den Abstieg richten musste. Der positiven Höhepunkt seiner Zeit bei Racing stellte der Gewinn des Ligapokals im Jahr 2005 und die damit verbundene Qualifikation für den UEFA-Cup dar. Deroff, der bereits mit Nantes international gespielt hatte, überstand mit seinen Teamkollegen die Gruppenphase als Tabellenerster und setzte sich anschließend gegen den bulgarischen Klub Litex Lowetsch durch, doch der FC Basel setzte ihrem Auftritt auf der europäischen Bühne im Achtelfinale ein Ende. Im Gegensatz dazu lief es in der Liga deutlich schlechter, weswegen Strasbourg am Ende der Saison 2005/06 als Vorletzter mit deutlichem Abstand zum rettenden Ufer abstieg.
Mit dem Abstieg 2006 endete Deroffs Zeit in der höchsten Spielklasse nach 158 Partien mit zwei Toren endgültig. Er folgte seinem Arbeitgeber in die Zweitklassigkeit und konnte dazu beitragen, dass die Elsässer mit lediglich 33 Gegentoren 2007 den direkten Wiederaufstieg erreichten. Zu einer persönlichen Rückkehr in die erste Liga kam es jedoch nicht, da er in diesem Jahr zum Zweitligisten EA Guingamp wechselte.

### Zweite Liga mit Guingamp und Angers (2007–2012)
Mit den Bretonen aus Guingamp blieb er in der Liga zunächst eher unauffällig, wohingegen das Team im Pokal für Furore sorgen konnte und es bis ins Pokalendspiel 2009 schaffte. Im Finale gegen den regionalen Rivalen Stade Rennes stand Deroff von Beginn an auf dem Platz und erlebte nach einem 0:1-Rückstand einen 2:1-Sieg, wodurch er diese Trophäe zum zweiten Mal in den Händen halten durfte. Kurz darauf erlebte er einen persönlichen Rückschlag, als er sich im September 2009 eine Verletzung des Wadenbeins zuzog. Davon konnte er sich allerdings erholen und wieder zum Stammspieler werden, musste aber 2010 den Abstieg des Vorjahrespokalsiegers in die Drittklassigkeit miterleben.
Im Anschluss an den Abstieg kehrte er Guingamp den Rücken und unterschrieb beim zweitklassig spielenden SCO Angers. Bei Angers lief er zunächst noch regelmäßig auf, dann aber immer seltener, ehe er am 13. März 2012 nach bei einer 0:2-Niederlage gegen den SC Amiens zum letzten Mal in der zweiten Liga auf dem Platz stand. Im Sommer desselben Jahres endete seine Zeit in der zweithöchsten Spielklasse nach 162 Partien ohne eigenen Torerfolg endgültig und auch seine Profilaufbahn war damit vorbei.

### Ausklang in Blois (2012–2014)
Zwar suchte Deroff im Jahr seines 34. Geburtstags einen neuen Arbeitgeber im Profibereich, doch gab er sich letztlich mit einem Angebot des Sechstligisten Blois Football 41 zufrieden. Dort war er Mannschaftskapitän und hatte zu Beginn des Jahres 2014 sogar ein Angebot für den zu vergebenden Trainerposten vorliegen, entschied sich aber dagegen und zog sich im Sommer desselben Jahres aus dem Fußball zurück.